# John Marshall Jones
John Marshall Jones (Detroit, 17 agosto 1962) è un attore statunitense.

## Filmografia parziale

### Cinema
- Good Morning, Vietnam, regia di Barry Levinson (1987)
- Tapeheads, regia di Bill Fishman (1988)
- Pubblifollia - A New York qualcuno impazzisce (Crazy People), regia di Tony Bill (1990)
- Un medico, un uomo (The Doctor), regia di Randa Haines (1991)
- Chi non salta bianco è (White Men Can't Jump), regia di Ron Shelton (1992)
- Sergente Bilko (Sgt. Bilko), regia di Jonathan Lynn (1996)
- She's So Lovely - Così carina (She's So Lovely), regia di Nick Cassavetes (1997)
- Con Air, regia di Simon West (1997)
- Il sogno di Calvin (Like Mike), regia di John Schultz (2002)
- Fifty Pills, regia di Theo Avgerinos (2006)
- Rust Creek, regia di Jen McGowan (2018)

### Televisione
- Melrose Place – serie TV, 10 episodi (1992-1993)
- Attrazione pericolosa (A Dangerous Affair) – film TV (1995)
- Un genio in famiglia (Smart Guy) – serie TV, 51 episodi (1997-1999)
- John Doe – serie TV, 22 episodi (2002-2003)
- The Troop – serie TV, 41 episodi (2009-2013)
- Hart of Dixie – serie TV, 20 episodi (2012-2015)
- In the Cut – serie TV, 32 episodi (2015-2019)
- Bosch – serie TV, 12 episodi (2016-2018)
- 9-1-1 - serie TV, episodi 1x01, 1x04, 3x14 (2018-2020)
- Grand Hotel – serie TV, 8 episodi (2019)
- Alley Way – serie TV, 8 episodi (2019-2020)
- The Rookie - serie TV, episodio 4x07 (2021)
- Magnum P.I. - serie TV, episodio 3x08 (2021)
- For All Mankind – serie TV, 10 episodi (2021-2022)
- All Rise - serie TV, episodio 3x06 (2022)
- NCIS: Los Angeles - serie TV, episodio 14x19 (2023)

## Doppiatori italiani
Nelle versioni in italiano delle opere in cui ha recitato, John Marshall Jones è stato doppiato da:
- Gianluca Tusco in John Doe, Magnum P.I.
- Lucio Saccone in Grand Hotel, Into the Dark
- Wladimiro Grana in Sergente Bilko
- Angelo Nicotra in Un genio in famiglia
- Stefano Billi in Malcolm
- Cesare Rasini in Nip/Tuck
- Achille D'Aniello in NCIS - Unità anticrimine
- Giuliano Bonetto in Still Standing
- Roberto Draghetti in Boston Legal
- Paolo Marchese in The Troop
- Ennio Coltorti in Pretty Little Liars
- Alessandro Ballico in The Mentalist
- Enzo Avolio in Bosch
- Dario Oppido in 9-1-1  (st. 1)
- Stefano Macchi in 9-1-1 (ep. 3x14)
- Lorenzo Scattorin in Shooter
- Donato Sbodio in The Rookie
- Michele Gammino in Criminal Minds
- Edoardo Siravo in Big Little Lies - Piccole grandi bugie
- Stefano Mondini in S.W.A.T
- Luca Graziani in NCIS: Los Angeles
- Gianluca Machelli in All Rise
- Gerolamo Alchieri in NCIS: Hawai'i